# Gårdskär
Gårdskär è un'area urbana della Svezia situata nel comune di Älvkarleby, contea di Uppsala.
La popolazione risultante dal censimento 2010 era di 352 abitanti.